# زيليم كوتسوييف
زيليم كوتسوييف (بالأذرية: Zəlim Kotsoyev) هو لاعب جودو أذربيجاني، عضو في المنتخب الوطني الأذربيجاني للجودو، بطل أولمبي وبطل أوروبا.

## سيرته ذاتية
وُلِد في 9 أغسطس 1998 في مدينة بيسلان، شمال أوسيتيا، في روسيا. يُعد عضوًا في المنتخب الوطني الأذربيجاني للجودو.
فاز بالميدالية الذهبية في دورة الألعاب الأولمبية الصيفية 2024 في باريس، وبطل العالم لعام 2024، بطل أوروبا لعام 2023، وحائز على الميدالية البرونزية في بطولات العالم لعامي 2022 و2023، وحاصل على الميدالية البرونزية في بطولات أوروبا لعامي 2018، 2020، و2021. فاز أيضًا ببطولة الألعاب الجامعية الصيفية 2017، وكان بطل أذربيجان في عام 2022. مدربه الشخصي هو إلهان ماميدوف.

## بداياته ومسيرته الرياضية
في ديسمبر 2014، فاز في أول بطولة العالم في السامبو لفئة الشباب تحت 18 سنة. في عام 2014، فاز ببطولة أوروبا للشباب في أثينا.
في عام 2015، حصل على الميدالية الفضية في بطولة العالم للشباب في سراييفو. وفي عام 2017، فاز ببطولة العالم للناشئين في زغرب، وكذلك ببطولة أوروبا للناشئين في ماربورغ. في عام 2018، فاز ببطولة غراند بري في أنطاليا، وحصل على الميدالية البرونزية في بطولة أوروبا في تل أبيب. كما فاز بالميدالية البرونزية في بطولة أوروبا لعام 2020 في براغ.
في عام 2021، فاز بالميدالية الفضية في دورة "IJF Judo Masters" في الدوحة. في نفس العام، فاز ببطولة "جراند سلام" في أنطاليا، حيث هزم بطل العالم الياباني آروون وولف في النهائي. حصل أيضًا على الميدالية البرونزية في بطولة أوروبا في لشبونة.
في فبراير 2022، حصل على المركز الثالث في بطولة "جراند سلام" في تل أبيب. في فبراير 2023، فاز بالميدالية الذهبية في "جراند سلام" في تل أبيب.
في بطولة العالم لعام 2023 في الدوحة، فاز بالميدالية البرونزية في مباراة تحديد المركز الثالث ضد الجورجي إيليا سولامانيدزي، وصعد إلى المركز الثاني في التصنيف العالمي في نفس الشهر.
في دورة الألعاب الأولمبية الصيفية 2024، فاز زليم كوتسوييف بالميدالية الذهبية بعد أن هزم في المباراة النهائية الرياضي الجورجي إيليا سولامانيدزي. وبموجب مرسوم من رئيس جمهورية أذربيجان إلهام علييف في 13 أغسطس 2024، تم تكريم زليم كوتسوييف بوسام "الشرف" تقديراً لإنجازاته الكبيرة في دورة الألعاب الأولمبية الصيفية الـ33 في باريس ولإسهاماته في تطوير الرياضة الأذربيجانية.